# Pandemia de COVID-19 en Burkina Faso
La pandemia de COVID-19 alcanzó a Burkina Faso el 9 de marzo de 2020.
La estructura sanitaria del país es particularmente débil y la situación se ve agravada por la escalada de la violencia que obligó al desplazamiento de cientos de miles de personas. Durante las primeras semanas, Burkina Faso registró una de las tasas más altas de propagación de la enfermedad en la región. Se impusieron medidas restrictivas a fin de contener la epidemia, entre ellas el toque de queda en todo el país, que fue levantado parcialmente a principios de junio.
Hasta el 4 de abril de 2021 se registraron 12,803 casos confirmados, 12,445 recuperaciones y 150 muertes.
La tasa de letalidad (fallecidos respecto a confirmados) es del 4,64%.